# Memorandumul Kozak

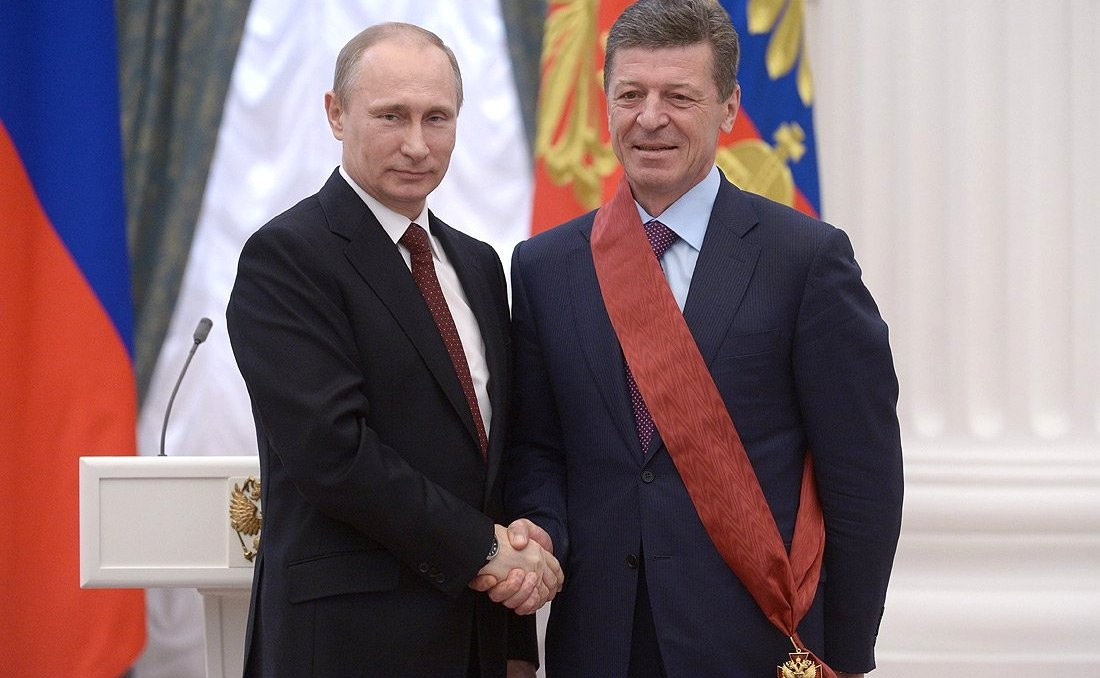
Kozak (în dreapta) alături de Putin

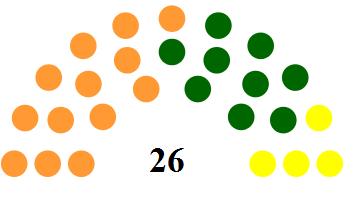
Partajarea locurilor în „Senatul” propus de Kozak, 13 locuri pentru Republica Moldova, 9 pentru Transnistria, dar și 4 pentru Găgăuzia, creându-se în final o simetrie de 50% la 50%

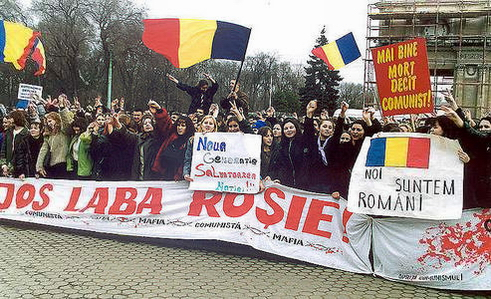
Proteste ca urmare a publicării planului

„Memorandumul Kozak” sau „Planul Kozak”, numit după inițiatorul său Dmitri Kozak, a fost o propunere din 2003 ce viza o soluționare definitivă a conflictului dintre Republica Moldova și regimul separatist din Transnistria, prin constituirea a unui stat moldovenesc federal asimetric. Acesta mai prevedea staționarea trupelor rusești pe teritoriul Moldovei pentru încă 20 de ani (până în 2023). 
În memorandum se propunea între altele crearea unui parlament bicameral format dintr-o cameră inferioară, aleasă prin reprezentare proporțională. Toate legile trebuiau însă consimțite de senat, a cărui repartizare era disproporționată în raport repartizarea populației pe teritorii: 13 senatori aleși de camera inferioară federală, 9 de Transnistria și 4 de Găgăuzia. Conform recensământului din 2004, în Transnistria locuiesc 14% din populația republicii, iar în Găgăuzia mai puțin de 4%.
Publicat inițial în rusă, pe site-ul web al Ministerului de Externe transnistrean, textul a fost intens promovat de Dmitri Kozak, o personalitate marcantă din echipa președintelui rus Vladimir Putin. Memorandumul Kozak presupunea ca regiunea transnistreană să aibă statut egal în federație cu restul țării. 
Demonstrații mari împotriva memorandumului Kozak au avut loc la Chișinău în zilele de după publicarea propunerii ruse. Conducerea Republicii Moldova a refuzat să semneze memorandumul fără o coordonare cu organizațiile europene. Vizita președintelui Putin în Moldova a fost anulată. Mai târziu, în 2005, președintele Vladimir Voronin a făcut o declarație cu privire la respingerea „Memorandumului din 2003” ca fiind în contradicție cu Constituția Republicii Moldova, care definește Republica Moldova ca un stat neutru ce nu putea permite accesul trupelor străine pe teritoriul său, de asemenea țara neputând adera la alianțe militare. Moldova și Memorandumul Kozak au constituit problemele-cheie la reuniunea ministerială de la Maastricht a Organizației pentru Securitate și Cooperare în Europa, în decembrie 2003, creând dezacord între Rusia, pe de o parte, și UE și SUA, pe de altă parte cu privire la Republica Moldova, fiind unul dintre motivele principale ale neadoptării unei declarații comune a părților.

## Vezi și
- Cronologia conflictului din Transnistria
- Memorandumul de la Moscova din 1997
- Conflictul transnistrean din 2006
- Formatul 5+2